# Сууре-Лягтру
Су́уре-Ля́гтру (ест. Suure-Lähtru küla) — село в Естонії, у волості Ляене-Ніґула повіту Ляенемаа.

## Населення
Чисельність населення на 31 грудня 2011 року становила 39 осіб.

## Географія
Через село пролягає шлях 16136 (Таебла — Кулламаа).

## Історія
До 21 жовтня 2017 року село входило до складу волості Мартна.